# Brachiaria nilagirica
Brachiaria nilagirica är en gräsart som beskrevs av Norman Loftus Bor. Brachiaria nilagirica ingår i släktet Brachiaria och familjen gräs. Inga underarter finns listade i Catalogue of Life.